# Кузнецов, Константин Константинович
Константин Константинович Кузнецов (3 (15) мая 1895, г. Пермь — 9 марта 1980, Лос-Анджелес) — русский художник, живописец и график. Известен также под псевдонимами Steav Doop, K. Kulig, Кисточкин, Кузя, К. Автор комиксов собственного сочинения, а также по сценариям Бранка Видича, Светислава B. Лазича и Павла Полякова.
Был одним из основателей комиксов в Югославии, а оригинальный стиль его произведений сделал большой вклад в современный европейский комикс. Самые известные работы: «Графиня Марго», «Барон-вампир», «Князь Милош» (биография Милоша Обреновича), «Синдбад-мореход», «Пиковая дама», «Сказка о царе Салтане», «Басня о золотом петушке», "Пётр Великий ".

## Биография
Родился в городе Пермь. Сразу же после рождения Константина семья переехала в Чернигов, где его отец, также Константин Константинович, преподавал русскую литературу. После окончания гимназии Кузнецов поступил на юридический факультет Университета Св. Владимира в Киеве, но учёбу пришлось прервать – несостоявшегося юриста по мобилизации отправили в 3-ю Петергофскую школу прапорщиков. С 1921 года в  эмиграции в Королевстве сербов, хорватов и словенцев, где начинает работать штатным художником в  универмаге «Митич» - самом крупном универсальном магазине довоенного Белграда. Здесь Кузнецова как рекламного художника замечает издатель Александр Ивкович и приглашает сотрудничать. Сценарии для Кузнецова писали его друг Павел Поляков и супруга Зинаида (по первому мужу Ларионова), несколько комиксов сделаны по сценариям Бранко Видича.
Широкую европейскую известность Константин Кузнецов приобрёл как автор комиксов. В 1937-м опубликовал свой первый комикс под названием «Мать», также он рисует в это время комедийные стрипы про двух обезьянок в стиле Уолта Диснея «Богема». Всего за 1937—1941 выполнил 26 комиксов для белградского журнала «Мика Миш» («Микки Маус»), которые выпускал владелец типографии «Рус», русский эмигрант Александр Ивкович. Среди них комиксы мистико-приключенческого жанра: «Графиня Марго», «Барон-вампир» (1939), «Три жизни» (1940), «Стена смерти» (1941); комиксы по мотивам русской литературы: «Хаджи-Мурат» Л. Н. Толстого (1937—1938), «Ночь перед Рождеством» по Н. В. Гоголю, «Пиковая дама» по А. С. Пушкину (1940) и другие. В 1940—1941 опубликовал в журнале «Политикин забавник» комикс «Пётр Великий» и комиксы по сказкам А. С. Пушкина «Сказка о царе Салтане» и «Сказка о золотом петушке», в которых сказалось влияние стиля книжной графики И. Я. Билибина. Автор комиксов «Синдбад-Мореход», «Потомок Чингиз-хана», «Восточный экспресс», «Али-Баба и 40 разбойников» и других, которые публиковались не только в Сербии, но также во французских журналах «Gavroche», «Jumbo», «Aventures», «Le journal de Toto», «Les grandes aventures».
Во время войны, продолжает рисовать в основном военные карикатуры и плакаты некоторые из которых реализуются в виде комиксов. В 1944 году на страницах «Мали Забавник» опубликовал несколько работ, из которых наиболее интересной является «Повесть о несчастном короле». Это аллегорически-пропагандистская работа, с сатирическим содержанием о событиях англо-советского переворота в Белграде 27 марта 1941 года. Главные герои — современные политические деятели того времени: король Александр I Карагеоргиевич (старый король), король Пётр II Карагеоргиевич (юный король), Уинстон Черчилль (дворянин злого правителя), Иосип Броз Тито (бандит) и Иосиф Сталин (северный кровожадный правитель).
Осенью 1944 года Кузнецов бежит из Югославии и попадает в лагерь для перемещённых лиц в Австрии, в конце 1946 года оказывается в Мюнхене. Здесь пытается зарабатывать на жизнь как художник - иллюстрирует книги  и рисует карикатуры для юмористического журнала «Петрушка». К 33-й годовщине 1-го Кубанского похода Кузнецов совместно с генералом П.И. Глазенапом составляет, рисует и издаёт прекрасный очерк-альбом «Ледяной поход». Потом опять переезд - эмиграция в США, где он продолжает рисовать, но уже не комиксы, а иллюстрации, картины, открытки и иконы: он автор акварелей на русские темы для рождественских открыток и календарей у нью-йоркского издателя Мартьянова. Сотрудничал с киностудией Cathedral Films, для которой нарисовал около 1500 иллюстраций на христианские мотивы. В 50-е познакомился с коллекционершей Соней Коулфакс которая купила у него 56 работ. Умер Константин Кузнецов в Лос-Анджелесе. Его картины и иконы ныне хранятся в Музее русской культуры в Сан-Франциско.

## Работы

### Королевство Югославия, 1937—1941

###### 1937
- Мать (Маjка), 1937.
- Королевич Марко (Краљевић Марко), 1937.
- Мистерии Чикаго (Мистериjе Чикага), 1937.
- Богема (Боеми), 1937.
- История о кошке с четырьмя лапами (Прича о мачки са четири ноге), 1937.
- Бен Кериган (Бен Кериган), 1937.
- Хаджи–Мурат (Хаџи Мурат), 1937.

###### 1938
- Ориент–экспресс (Ориjент експрес), 1938.
- Тысяча и одна ночь: Синбад Мореход (1001 ноћ: Синбад морепловац), 1938.
- Князь Милош (Књаз Милош), 1938.
- Тысяча и одна ночь: Аладдин и волшебная лампа (1001 ноћ: Аладин и чаробна лампа), 1938.
- Графиня Марго (Графица Марго), 1938.

###### 1939
- Тысяча и одна ночь: Али–Баба и сорок разбойников (1001 ноћ: Али Баба и 40 хаjдука), 1939.
- Тысяча и одна ночь: Принц–портняжка (1001 ноћ: Принц кроjач), 1939.
- Барон вампир, 1939.
- Тысяча и одна ночь: Багдадский вор (1001 ноћ: Багдадски лопов), 1939.

###### 1940
- Ночь перед Рождеством (Божићна ноћ), 1940.
- Три жизни (Три живота), 1940.
- Стенька Разин (Стjењка Разин), 1940.
- Пиковая дама (Пикова дама), 1940.
- Волшебная флейта (Чаробна фрула), 1940.
- Сказка о царе Салтане (Баjка о цару Салтану),1940.
- Сказка о золотом петушке (Скаска о златном петлићу), 1940.

###### 1941
- Пётр Великий (Петар Велики), 1941.
- Дон–Кихот, (Дон Кихот), 1941.
- Знак смерти (Жиг смрти), 1941.

### Правительство Недича, 1941—1944
- Работы для «Антимасонской выставки», без подписи, 1941
- Работы в «Бодљикаво пресе»
- Между любви и Отечества (Између љубави и Отаџбине), 1943.
- Жаба–королевич (Жаба краљевић), 1943.
- Страдания и спасение почтенного Стойко (Муке и спасења честитога Стоjка), 1944.
- Индия просыпается! (Индиjа се буди!), 1944.
- Конёк–горбунок (Коњиц вилењак), 1944.
- Победители джунглей (Победници џунгле), 1944.
- Кто хочет большего, потеряет и то, что имеет (Ко тражи веће изгуби и оно из вреће), 1944.
- История о несчастном короле (Прича о несрећному краљу), 1944.

### Мюнхен, 1945—1950
- Охота за ядерной тайной (Die Jagd nach dem Atomgeheimnis), 1945.
- Зашифрованное письмо (Der chiffrierte Brief), 1945
- Всё хорошо, что хорошо кончается (All's well that ends well / Ende gut alles gut), 1945
- Оформление книги «Конек-Горбунок», Издание лагеря ДиПи «Келлерберг», 1946
- Обложка журнала «Огни», № 1, 1946
- Обложки и иллюстрации для книг «Ослиный тормоз», «Сумбур-трава» А. Чёрного, 1946
- Работы для журнала «Петрушка»
- Сборник «Ледяной поход», 1949

### США, 1950—1980
- Иллюстрации для «Два тигра : рассказы», Герасимов-Шервуд Борис, Сан-Франциско, 1953
- Обложка для книги «Галлиполи. 1920—1955 гг.: Лемнос — Чаталджа — Бизерта», Холливуд, Калифорния, 1955
- Обложка для «Долг чести», Юбилейный сборник Комитета помощи русским военным инвалидам за рубежом, 1955
- Работы в издательстве Николая Мартьянова
- Иллюстрации для «Родные гнёзда», Марков, Анатолий, Сан-Франциско, 1962
- Иллюстрации для «Солдатские сказки : избранное», Чёрный, Саша, Монтерей, Калифорния, 1964
- Краткий доклад о жизни Общества русских ветеранов 1-й мировой войны в г. Лос-Анджелесе, составленный Генерального штаба капитаном Думбадзе по случаю 40-летнего юбилея 5 сентября 1965 г.
- Иллюстрации для «Могу! : роман в 2-х частях», Нароков, Николай, Буэнос-Айрес, 1965
- Обложка и иллюстрации для поэмы И. А. Автамонова «Рогнеда» (Лос-Анджелес, 1970)
- Иллюстрации для книги «Крещение Руси» (Канада, 1970)
- Иллюстрации для «Камергер двора : роман», Петров, Виктор Порфирьевич, Вашингтон,1973